# Camacinia
Camacinia là một chi chuồn chuồn nhỏ trong họ Libellulidae. Chúng chỉ có 3 loài.

## Các loài
Chi này gồm các loài:
- Camacinia gigantea Brauer, 1867
- Camacinia harterti Karsch, 1890
- Camacinia othello Tillyard, 1908